# 山本和義
山本 和義（やまもと かずよし、1936年3月22日 - 2023年4月21日）は、日本の漢文学者。南山大学名誉教授。

## 経歴
1936年、岐阜県大垣市で生まれた。京都大学文学部中国文学科で学び、同大学大学院に進んだ。博士課程を単位取得後満期退学した。
1974年に南山大学文学部助教授に就いた。1980年に教授昇格。学内では、1988年から1994年まで図書館長、1996年から2000年まで文学部学部長を務めた。2001年に南山大学を定年退任し、名誉教授となった。
2023年4月21日に死去。87歳没。

## 著作
著書
- 『蘇軾』(中国詩文選 19) 筑摩書房 1973
- 『詩人と造物 蘇軾論考』研文出版 2002
- 『理と詩情 中国文学のうちそと』研文出版(研文選書) 2012

訳註
- 『蘇東坡集』(中国文明選 2) 小川環樹共著 朝日新聞社 1973
  - 再版 1977年
- 『蘇東坡詩選』小川環樹共選訳 岩波文庫 1975
  - 復刊

- 『蘇東坡詩集』(全4冊)[3]、小川環樹共編 筑摩書房 1983‐1990
- 『宋代詩詞』(鑑賞中国の古典 22) 中原健二・大野修作共著 角川書店 1988
- 『服部南郭・祇園南海』(江戸詩人選集 3) 横山弘共著 岩波書店 1991[4]
  - 再版 2001年
- 『日本漢詩人選集 梁川星巌』福島理子共著 研文出版 2008